# 大建
大建（だいこん、だいけん）は、664年から685年まで日本で用いられた冠位である。26階中25位で上が小乙下、下が小建であった。

## 概要
天智天皇3年（664年）2月9日の冠位二十六階で、以前の冠位十九階にあった立身を、大建と小建の2階に分けて設けられた。十九階制の前の七色十三階冠に建武という冠位があったので、建の字はそれを継承したものであろう。
天武天皇14年（685年）1月21日の冠位四十八階で冠位の命名方法が一新したときに廃止された。

## 大建の人物
『日本書紀』に大建の冠位で記される人物はいない。『常陸国風土記』には、那珂国造の大建壬生夫子が記される。夫子は、白雉4年（653年）に茨木国造で小乙下の壬生麿とともに行方郡を新設したと伝えられる。
- 壬生夫子 - 白雉4年（653年）、茨城国造。（常陸国風土記）